# Monzón de Campos
Pour les articles homonymes, voir Monzón (homonymie).
Monzón de Campos est une commune d'Espagne de la province de Palencia dans la communauté autonome de Castille-et-León. Elle fait partie de la comarque naturelle de Tierra de Campos.

## Géographie
Le hameau de Villajimena fait partie de la commune de Monzón de Campos.

## Histoire
C'est sur le territoire de cette commune qu'a été découvert le lion de Monzon, conservé aujourd'hui au musée du Louvre.